# Один слуга, два господина
«Один слуга, два господина» (англ. One man, two guvnors) — пьеса британского драматурга Ричарда Бина, адаптация итальянской комедии дель арте Карло Гольдони «Слуга двух господ».

## Постановки
Адаптировать комедию дель арте в современные условия художественный руководитель Национального театра Николас Хайтнер решил для показа на основных сценах театра весной и летом 2011 года. Пьеса была написана с оглядкой на литературный перевод, сделанный для Ричарда Бина. На главную роль изначально был приглашен комик Джеймс Корден, с которым Хайтнер работал в постановке «Любителей истории» в 2004 году. Помимо традиционных приемов физической комедии (лацци) в действие были включены сцены, в которых из зала для помощи персонажу Джеймса Кордена привлекались зрители, как настоящие, так и подставные (актеры труппы).
Премьера состоялась 24 мая 2011 года в Литтлтон-театре Национального. Музыка и песни к спектаклю были написаны и исполнялись скиффл-группой The Craze. Постановка получила восторженные отзывы от всех ведущих изданий. The Guardian назвал её «визуальным и словесным триумфом комедии и одной из самых смешных постановок в истории Национального». 15 сентября 2011 года спектакль транслировался в кинотеатрах в проекте «NTLive». После окончания показов в Литтлтон-театре переместилась в Вест-Энд (Адельфи), где шла до марта 2012 года. После этого постановка переехала ещё раз в театр Королевский Хеймаркет, главную роль стал исполнять Оуэн Артур (замена Джеймса Кордена). Один из предпоказов спектакля посетила королевская семья: Елизавета II с супругом принцем Филиппом и её внук Питер Филиппс.
Спектакль был номинирован на пять премий Лоренса Оливье, включая за лучшую новую драму (Ричард Бин), лучшую режиссуру (Николас Хайтнер), лучшее исполнение мужской роли (Джеймс Корден), лучшая роль второго плана (Оливер Крис), но неожиданно для многих проиграл их все, что также не прошло не замеченным для театральных критиков.
18 апреля 2012 года состоялась премьера в театре Music Box на Бродвее со всеми актерами основного состава. Бродвейская постановка также собрала урожай положительных отзывов. Джеймс Корден получил Премию Тони за роль Фрэнсиса Хеншолла.

## Сюжет
Брайтон, 1963 год. Чарли Кленч отмечает помолвку своей дочери Полин с Аланом Дэнглом, сыном своего партнера. В разгар вечеринки появляется некто Фрэнсис Хеншолл и объявляет, что настоящий жених Полин, Роско Краббе, приехал на свадьбу и ждет в машине. Когда Роско остается наедине с немного не ожидавшей такого исхода невестой, он открывается ей: Роско убит, а под его обличьем скрывается его сестра Рейчел. Полин соглашается сохранить секрет с условием, что замуж за Рейчел ей выходить не придется.
В паб, которым владеет Ллойд Буатенг, давний друг Рейчел, прибывает инкогнито Стэнли Стабберс. Именно он виноват в гибели Роско Краббе, брата своей возлюбленной Рейчел. Теперь за ним и Рейчел гонится полиция. Увидя ожидающего Фрэнсиса, он нанимает его в качестве лакея. Фрэнсис, видя возможность заработать в два раза больше, решает, что служить двум господам будет не так уж и сложно. Рейчел, одетая как Роско, и Стэнли, который об этом не знает, ищут друг друга в Брайтоне, а Фрэнсис попадает в самые неловкие ситуации в связи с этим.

### Действующие лица
- Чарли «Утка» Кленч — брайтонский гангстер (Панталоне)
- Полин — дочь Чарли (Клариче)
- Гарри Дэнгл — коррумпированный адвокат (Ломбарди)
- Алан — склонный к излишней драматизации сын Гарри (Сильвио)
- Долли — бухгалтер Кленча (Смеральдина)
- Ллойд Боатенг — друг Кленча, хозяин паба, давний знакомый и покровитель Рейчел (Бригелла)
- Фрэнсис Хеншолл (Труффальдино)
- Рейчел Краббе — раньше официантка в клубе Боатенга, сейчас скрывается от гангстеров и полиции в костюме своего брата (Беатриче)
- Стэнли Стабберс — жених Рейчел, из средней Англии, обучался в частной школе, чем безмерно гордится (Флориндо)

## Составы
| Роль            | Национальный театр (2011) MusicBox (2012) | Примечание                                                         |
| --------------- | ----------------------------------------- | ------------------------------------------------------------------ |
| Фрэнсис Хеншолл | Джеймс Корден                             | Номинация на Премию Лоренса Оливье, Премия Тони, Премия Драма Деск |
| Стэнли Стабберс | Оливер Крис                               | Номинация на Премию Лоренса Оливье                                 |
| Рейчел Краббе   | Джемайма Рупер                            |                                                                    |
| Гарри Дэнгл     | Мартин Эллис                              |                                                                    |
| Чарли Кленч     | Фред Риджвей                              |                                                                    |
| Долли           | Сюзи Тоаз                                 |                                                                    |
| Полин Кленч     | Клэр Лэмс                                 |                                                                    |
| Ллойд Боатенг   | Тревор Лэрд                               |                                                                    |
| Алан Дэнгл      | Дэниэл Ригби                              |                                                                    |
| Гарет           | Дэвид Бенсон                              |                                                                    |
| Алфи            | Том Эдден                                 | Номинация на Премию Тони, Премия Драма Деск                        |